# Weinmesse
Weinmesse bedeutet eine Leistungsschau rund um das Thema Wein.

## Bedeutung
Bei internationalen Messen, die nur dem Fachpublikum zugänglich sind, können sich potentielle Kunden wie Facheinzel- und Großhändler, Lebensmitteleinzelhändler, Importeure, Hoteliers, Gastronome, Systemgastronome, Barkeeper und Catering-Anbieter bei den Anbietern (Wein- und Spirituosenproduzenten, Importeure, Exporteure) über das aktuelle Angebot informieren. 
Daneben gibt es eine Fülle kleiner lokaler Veranstaltungen, wo selbstvermarktende Winzer ihre Produkte zur Degustation und zum Verkauf anbieten. Diese Weinmessen wenden sich direkt an den Endverbraucher. Nennenswert und wesentlich umfangreicher ist hier die seit 1926 in Berlin stattfindende Internationale Grüne Woche, auf welcher eine Vielzahl von Weingütern und Winzern ihre Weine dem Endverbraucher und dem Fachpublikum anbieten.

## Wichtige Weinmessen

### ProWein
Die ProWein (Internationale Fachmesse für Weine und Spirituosen) gilt als die größte Weinmesse im deutschsprachigen Raum. Die Fachmesse findet jährlich in Düsseldorf statt und ist von internationaler Bedeutung. Die ProWein richtet sich ausschließlich an Fachbesucher aus den Bereichen Einzelhandel, Groß- und Außenhandel, Hotellerie und Gastronomie sowie Weinbauern und fachbezogene Vereine und Verbände.

### VINALIA
Die VINALIA wird in regelmäßigen Abständen in ganz Deutschland veranstaltet und richtet sich nicht nur an Fachbesucher, sondern auch an die interessierte Öffentlichkeit. Die Messe findet wechselnd in verschiedenen deutschen Städten statt.

### VINEXPO
Die VINEXPO wird seit 1981 von der Industrie- und Handelskammer in Bordeaux veranstaltet und hat sich zu einer der wichtigsten internationalen Weinmessen entwickelt. Im Jahr 2014 zählte die Messe 2.400 Aussteller aus rund 44 Ländern, 48.858 Besucher und 1.290 Journalisten. Von der VINEXPO gibt es zwei Ableger: seit 1998 die VINEXPO Asia-Pacific und seit 2002 die VINEXPO Americas in den Vereinigten Staaten.

### Vinitaly
Die Weinmesse Vinitaly ist die größte Weinmesse Italiens und zählt zu den wichtigsten internationalen Weinmessen. Seit 1967 findet die Vinitaly alljährlich in Verona statt.

### London Wine Fair
Die London International Wine and Spirits Fair, seit 2013 London Wine Fair, ist die größte Wein-Fachmesse in Großbritannien und zählt zu den weltweit wichtigsten Weinmessen. Seit 1981 findet die London Wine Fair jährlich statt. Die Messe versteht sich als Treffpunkt von Weinbauern- und produzenten, Importeuren, Exporteuren und Weinhändlern. Weinproben zählen zum wichtigen Bestandteil der London Wine Fair. Die Messe richtet sich ausschließlich an Fachbesucher.

### Vinis Terrae
Die Weinmesse Vinis Terrae zählt zu den wichtigsten Weinmessen in Spanien. Bei der Vinis Terrae werden Weine und Liköre aus Galicien einem Fachpublikum vorgestellt. Die Fachmesse richtet sich an Gastronomie, Hotellerie und den Fachhandel sowie an die Fachpresse.

### VieVinum
Die VieVinum ist Österreichs größte und bedeutendste Weinmesse. Aussteller sind sowohl Winzer, als auch Weinhandelshäuser mit nationalem und internationalem Sortiment. Als Branchentreff der einflussreichsten Weinakteure liegt der Fokus der VieVinum auf dem Knüpfen neuer Handelskontakte und Pflegen bereits bestehender Partnerschaften.